# Agelena lingua
Agelena lingua là một loài nhện trong họ Agelenidae.
Loài này thuộc chi Agelena. Agelena lingua được Embrik Strand miêu tả năm 1913.